# کوزما پروتکف

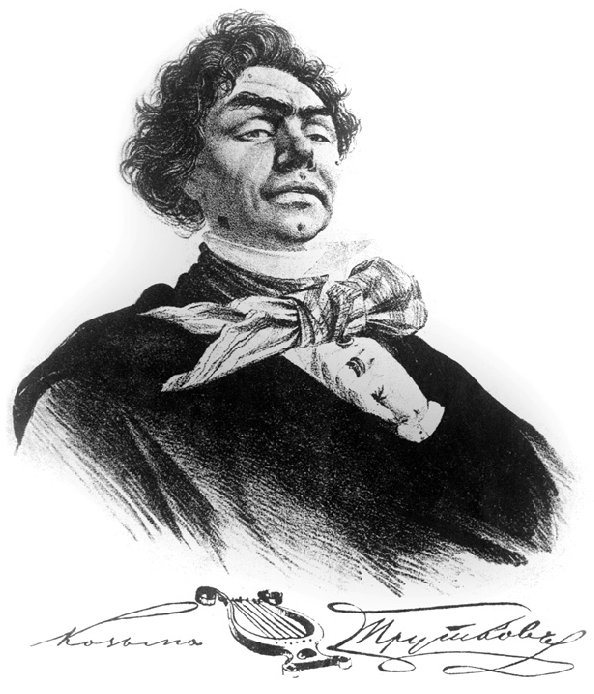
نگاره‌ای از چهرهٔ شخصیت خیالی کوزما پروتکف

کوزما پروتکف یک شخصیت خیالی روسی‌ست که آلکسی تولستوی در آثارش از آن استفاده می‌کرد.

## نقل قول‌ها
- «متخصص شبیه صورت باد کرده از دندان‌درد، یکسویه‌بین است.»
- «ماه سودمندتر است یا خورشید؟ معلوم است ماه سودمندتر است چون شب هنگام و زمانی که همه جا را تاریکی فرا گرفته بما روشنی می‌دهد، در حالی که آفتاب در هنگام روز پرتوافشانی می‌کند و همه می‌دانیم که در این وقت همه جا غرق در روشنی است.»